# Salomon Heine
Pour les autres membres de la famille, voir Famille Heine.
Salomon Heine (19 octobre 1767, Hanovre - 23 décembre 1844, Hambourg) est un banquier allemand.